# Забоже (Келецький повіт)
Забоже (пол. Zaborze) — село в Польщі, у гміні Моравиця Келецького повіту Свентокшиського воєводства.
Населення — 209 осіб (2011).
У 1975-1998 роках село належало до Келецького воєводства.

## Демографія
Демографічна структура на день 31 березня 2011 року:
|          | Загалом | Допрацездатний вік | Працездатний вік | Постпрацездатний вік |
| -------- | ------- | ------------------ | ---------------- | -------------------- |
| Чоловіки | 109     | 28                 | 73               | 8                    |
| Жінки    | 100     | 28                 | 52               | 20                   |
| Разом    | 209     | 56                 | 125              | 28                   |